# Ото Вилхелм Фишер
Ото Вилхелм Фишер е австрийски актьор и режисьор , който е водещ за ранното немско кино от 50-те и 60-те. Участва като актьор в адаптацията на „Оръжията и човекът“ от Бърнард Шоу озаглавена Герои.

## Избрана филмография
- Vienna 1910 (1943)
- Portrait of an Unknown Woman (1954)
- Ich suche Dich (1956) (медицински филм)
- A Heidelberg Romance (1951)
- Desires (1952)
- Cuba Cabana (1952)
- Dreaming Lips (1953)
- Breakfast in Bed (1963)

## Публикации
- O. W. Fischer: Auferstehung in Hollywood. Texte. Österreichische Staatsdruckerei, ISBN 3-7046-0037-7.
- O. W. Fischer: 2000: Meine Geheimnisse. Erinnerungen und Gedanken, Munich: Langen Müller ISBN 978-3-7844-2770-6